# Six Nations Cup 2007
De Six Nations Cup 2007 is een dartstoernooi georganiseerd door de England Darts Organisation (EDO), uitgevoerd onder auspiciën van de British Darts Organisation (BDO). Het toernooi werd gehouden van 24 februari 2007 tot en met 25 februari 2007 in Veldhoven, Nederland.

## Groepsfase
zaterdag 25 februari 2007
- Groep 1
  -  Engeland -  Wales 15-10
  -  Wales -  Nederland 11-14
  -  Nederland -  Engeland 11-14

- Groep 2
  -  Noord-Ierland -  Schotland 11-14
  -  Schotland -  Ierland 12-13
  -  Ierland -  Noord-Ierland 14-11

## Knock-out
zondag 24 februari 2007
- 5e / 6e plaats
  -  Wales -  Noord-Ierland 13-8
- halve finale
  -  Ierland -  Nederland 5-13
  -  Engeland -  Schotland 13-10
- finale
  -  Engeland -  Nederland 13-7